# Zawara (département)
Pour le village chef-lieu, voir Zawara (Burkina Faso).
Zawara  est un département et une commune rurale de la province du Sanguié, situé dans la région du Centre-Ouest au Burkina Faso.
En 2006, le dernier recensement comptabiliseait 20 997 habitants.

## Villes
Le département et la commune rurale de Zawara est composé administrativement de quinze villages, dont le village chef-lieu (données de population consolidées issues du recensement général de 2006) :
- Baporo 3 324 habitants
- Benega 1 580 habitants
- Bourou 2 801 habitants
- Carrefour 1 735 habitants
- Gabou 714 habitants
- Iridié 691 habitants
- Ividié 913 habitants
- Kodara 582 habitants
- Laba 1 298 habitants
- Lorou 1 148 habitants
- Némélaye 859 habitants
- Nongbamba 1 156 habitants
- Poé 731 habitants
- Tiodié 1 731 habitants
- Zawara 1 734 habitants, chef-lieu